# Championnat du monde de Supersport 2002
Le Championnat du monde de Supersport 2002 est la 4e édition du Championnat du monde de Supersport.

La saison a débuté le 10 mars et s'est terminée le 29 septembre après 12 manches.
Fabien Foret a remporté le titre pilote et Suzuki le titre constructeur.

## Système de points
| Position | 1  | 2  | 3  | 4  | 5  | 6  | 7 | 8 | 9 | 10 | 11 | 12 | 13 | 14 | 15 |
| Points   | 25 | 20 | 16 | 13 | 11 | 10 | 9 | 8 | 7 | 6  | 5  | 4  | 3  | 2  | 1  |

## Calendrier
| Num | Date          | Pays        | Circuit        | Vainqueur         |
| --- | ------------- | ----------- | -------------- | ----------------- |
| 1   | 10 mars       | ESP         | Valencia       | Fabien Foret      |
| 2   | 24 mars       | AUS         | Phillip Island | Andrew Pitt       |
| 3   | 7 avril       | RSA         | Kyalami        | Andrew Pitt       |
| 4   | 21 avril      | JPN         | Sugo           | Stéphane Chambon  |
| 5   | 12 mai        | ITA         | Monza          | Fabien Foret      |
| 6   | 26 mai        | GBR         | Silverstone    | Jamie Whitham     |
| 7   | 9 juin        | GER         | Lausitz        | Katsuaki Fujiwara |
| 8   | 23 juin       | Saint-Marin | Misano         | Fabien Foret      |
| 9   | 28 juillet    | EUR         | Brands Hatch   | Fabien Foret      |
| 10  | 1er septembre | GER         | Oschersleben   | Paolo Casoli      |
| 11  | 8 septembre   | NED         | Assen          | Fabien Foret      |
| 12  | 29 septembre  | ITA         | Imola          | Katsuaki Fujiwara |

## Classements

### Pilotes
| Pos | Pilote                | Constructeur    | Équipes                        | Pts |
| --- | --------------------- | --------------- | ------------------------------ | --- |
| 1   | Fabien Foret          | Honda CBR 600F  | Ten Kate Honda                 | 186 |
| 2   | Katsuaki Fujiwara     | Suzuki GSX-R600 | Alstare Suzuki Corona          | 181 |
| 3   | Stéphane Chambon      | Suzuki GSX-R600 | Alstare Suzuki Corona          | 162 |
| 4   | Paolo Casoli          | Yamaha YZF-R6   | Yamaha Belgarda                | 128 |
| 5   | Andrew Pitt           | Kawasaki ZX-6R  | Kawasaki Racing                | 126 |
| 6   | Christian Kellner     | Yamaha YZF-R6   | Yamaha Motor Germany           | 94  |
| 7   | Chris Vermeulen       | Honda CBR600F   | Van-zon-Honda-T.K.R.           | 90  |
|     | Jörg Teuchert         | Yamaha YZF-R6   | Yamaha Motor Germany           | 90  |
| 9   | Iain MacPherson       | Honda CBR 600F  | Ten Kate Honda                 | 83  |
| 10  | Jamie Whitham         | Yamaha YZF-R6   | Yamaha Belgarda                | 80  |
| 11  | Kevin Curtain         | Yamaha YZF-R6   | Yamaha Belgarda                | 56  |
|     | Alessio Corradi       | Yamaha YZF-R6   | Team Italia Spadaro            | 56  |
| 13  | Piergiorgio Bontempi  | Ducati 748R     | Ducati NCR Nortel Networks     | 51  |
| 14  | Karl Muggeridge       | Honda CBR600F   | Honda UK Race                  | 43  |
| 15  | Christophe Cogan      | Honda CBR600F   | BKM Honda Racing               | 34  |
| 16  | Stefano Cruciani      | Yamaha YZF-R6   | Team Italia Lorenzini by Leoni | 31  |
| 17  | Werner Daemen         | Honda CBR600F   | Van-zon-Honda-T.K.R.           | 29  |
| 18  | Robert Ulm            | Yamaha YZF-R6   | OPCM Racing                    | 25  |
| 19  | Antonio Carlacci      | Yamaha YZF-R6   | Lorenzini by Leoni             | 20  |
|     | James Ellison         | Kawasaki ZX-6R  | Kawasaki Racing                | 20  |
| 21  | Matthieu Lagrive      | Yamaha YZF-R6   | Saveko Racing                  | 18  |
| 22  | Gianluca Nannelli     | Ducati 748R     | Rox Racing                     | 12  |
| 23  | Diego Giugovaz        | Yamaha YZF-R6   | GIMotorsport                   | 10  |
| 24  | Jan Hansson           | Honda CBR600F   | Esha-Kobutex                   | 9   |
| 25  | Sébastien Charpentier | Honda CBR600F   | Moto 1                         | 6   |
|     | Stuart Easton         | Ducati 748R     | Monster Mob Ducati             | 6   |
|     | Robert Frost          | Yamaha YZF-R6   | Saveko Racing                  | 6   |
|     | Jürgen Oelschläger    | Honda CBR600F   | Alpha Technik Honda            | 6   |
| 29  | Brian Laurent         | Honda CBR600F   | BKM Honda Racing               | 5   |
|     | David de Gea          | Honda CBR600F   | BKM Honda Racing               | 5   |
| 31  | John McGuinness       | Honda CBR600F   | Honda UK Race                  | 4   |
| 32  | Christian Zaiser      | Yamaha YZF-R6   | OPCM Racing                    | 3   |
| 33  | Paul Young            | Honda CBR600F   | Van-zon-Honda-T.K.R.           | 2   |
| 34  | Michael Laverty       | Honda CBR600F   | Honda UK Race                  | 1   |
|     | Camillo Mariottini    | Yamaha YZF-R6   | Parl Moto                      | 1   |
|     | Arushen Moodley       | Honda CBR600F   | Dynamic Exp. S. Compaq         | 1   |

### Constructeurs
| Pos | Constructeur | Pts |
| --- | ------------ | --- |
| 1   | Suzuki       | 229 |
| 2   | Honda        | 209 |
| 3   | Yamaha       | 192 |
| 4   | Kawasaki     | 134 |
| 5   | Ducati       | 61  |